# MAP3K7CL
MAP3K7CL (англ. MAP3K7 C-terminal like) – білок, який кодується однойменним геном, розташованим у людей на короткому плечі 21-ї хромосоми. Довжина поліпептидного ланцюга білка становить 242 амінокислот, а молекулярна маса — 27 248.
| 10         |  | 20         |  | 30         |  | 40         |  | 50         |
| ---------- |  | ---------- |  | ---------- |  | ---------- |  | ---------- |
| MVQLIAPLEV |  | MWNEAADLKP |  | LALSRRLECS |  | GGIMAHYSPD |  | LLGPEMESRY |
| FAQVGLEHLA |  | SSSPPAFGFL |  | KCLDYSISVL |  | CSATSLAMLE |  | DNPKVSKLAT |
| GDWMLTLKPK |  | SITVPVEIPS |  | SPLDDTPPED |  | SIPLVFPELD |  | QQLQPLPPCH |
| DSEESMEVFK |  | QHCQIAEEYH |  | EVKKEITLLE |  | QRKKELIAKL |  | DQAEKEKVDA |
| AELVREFEAL |  | TEENRTLRLA |  | QSQCVEQLEK |  | LRIQYQKRQG |  | SS         |

A: Аланін

C: Цистеїн

D: Аспарагінова кислота

E: Глутамінова кислота

F: Фенілаланін

G: Гліцин

H: Гістидин

I: Ізолейцин

K: Лізин

L: Лейцин

M: Метіонін

N: Аспарагін

P: Пролін

Q: Глутамін

R: Аргінін

S: Серин

T: Треонін

V: Валін

W: Триптофан

Задіяний у такому біологічному процесі, як альтернативний сплайсинг. 